# Matysová
Matysová este o comună slovacă, aflată în districtul Stará Ľubovňa din regiunea Prešov. Localitatea se află la altitudinea de 597 m deasupra n.m., se întinde pe o suprafață de 10,43 km2 și în 2017 număra 73 de locuitori.

## Istoric
Localitatea Matysová este atestată documentar din 1408.

## Demografie
| An:                | 1994 | 2004    | 2014   | 2024    |
| ------------------ | ---- | ------- | ------ | ------- |
| Număr de persoane: | 112  | 78      | 76     | 55      |
| Diferență:         |      | −30,35% | −2,56% | −27,63% |

| An:                | 2023 | 2024   |
| ------------------ | ---- | ------ |
| Număr de persoane: | 56   | 55     |
| Diferență:         |      | −1,78% |